# Testergus
Testergus es un género de insecto coleóptero de la familia Chrysomelidae.

## Especies
Las especies de este género son:
- Testergus borisi (Konstantinov, 2005)
- Testergus danilevskyi (Konstantinov, 2005)
- Testergus gerhardi (Lopatin, 1979)
- Testergus igori (Konstantinov, 2005)
- Testergus nadiae (Konstantinov, 2005)
- Testergus philippi (Konstantinov, 1992)
- Testergus radiatus (Konstantinov, 1992)